# Apex Legends Global Series
Die Apex Legends Global Series (ALGS) ist eine Reihe von E-Sport-Turnieren, die von Respawn Entertainment/Electronic Arts – dem Spieleentwickler von Apex Legends – veranstaltet wird. Apex Legends ist ein Computerspiel aus dem Battle-Royale-Genre, in dem üblicherweise 20 Teams, bestehend aus je drei Spielern, auf einem Server gegeneinander antreten.

## Geschichte

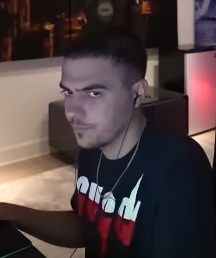
Phillip „ImperialHal“ Dosen (ALGS Champion 2023 mit TSM)

Die Turnierserie wurde Ende 2019 angekündigt, nachdem mit dem Apex Legends Preseason Invitational in Krakau bereits ein mit 500.000 US-Dollar dotiertes Turnier ausgetragen wurde. Aufgrund der COVID-19-Pandemie konnten die Wettbewerbe der ALGS zunächst allerdings nur online ausgetragen werden. Die Teilnehmer wurden dafür in fünf geographische Regionen eingeteilt (Nordamerika, Südamerika, Europa/Naher Osten/Afrika, Asien/Pazifik Nord sowie Asien/Pazifik Süd). 
Der erste offline ausgetragene Wettbewerb mit Mannschaften aus aller Welt wurde im Frühling 2022 in Stockholm ausgespielt. Seitdem finden in der Regel drei große ALGS-Turniere im Jahr an wechselnden Orten statt. Das Gesamt-Turnierpreisgeld liegt bei zwei Millionen US-Dollar für den Saisonhöhepunkt (Championship) bzw. eine Million US-Dollar für die anderen beiden (Split 1 und 2).
2024 fand das Finale des zweiten Split in der SAP Arena in Mannheim statt. Mit dem Alliance-Spieler Andre „unlucky“ Türk aus Österreich schaffte es dort auch erstmals ein Spieler aus einem deutschsprachigen Land aufs Podium.

## Turnierübersicht
| Jahr           | Turniername           | Austragungsort                                                                      | Preisgeld                                                                           | Anzahl Teilnehmer                                                                   | 1. Platz                                                                            | 2. Platz                                                                            | 3. Platz                                                                            | 4. Platz                                                                            |
| -------------- | --------------------- | ----------------------------------------------------------------------------------- | ----------------------------------------------------------------------------------- | ----------------------------------------------------------------------------------- | ----------------------------------------------------------------------------------- | ----------------------------------------------------------------------------------- | ----------------------------------------------------------------------------------- | ----------------------------------------------------------------------------------- |
| Mai/Jun. 2021  | Championship          | Aufgrund der COVID-19-Pandemie wurden nur regionale Wettbewerbe online ausgespielt. | Aufgrund der COVID-19-Pandemie wurden nur regionale Wettbewerbe online ausgespielt. | Aufgrund der COVID-19-Pandemie wurden nur regionale Wettbewerbe online ausgespielt. | Aufgrund der COVID-19-Pandemie wurden nur regionale Wettbewerbe online ausgespielt. | Aufgrund der COVID-19-Pandemie wurden nur regionale Wettbewerbe online ausgespielt. | Aufgrund der COVID-19-Pandemie wurden nur regionale Wettbewerbe online ausgespielt. | Aufgrund der COVID-19-Pandemie wurden nur regionale Wettbewerbe online ausgespielt. |
| Jan. 2022      | Split 1               | Aufgrund der COVID-19-Pandemie wurden nur regionale Wettbewerbe online ausgespielt. | Aufgrund der COVID-19-Pandemie wurden nur regionale Wettbewerbe online ausgespielt. | Aufgrund der COVID-19-Pandemie wurden nur regionale Wettbewerbe online ausgespielt. | Aufgrund der COVID-19-Pandemie wurden nur regionale Wettbewerbe online ausgespielt. | Aufgrund der COVID-19-Pandemie wurden nur regionale Wettbewerbe online ausgespielt. | Aufgrund der COVID-19-Pandemie wurden nur regionale Wettbewerbe online ausgespielt. | Aufgrund der COVID-19-Pandemie wurden nur regionale Wettbewerbe online ausgespielt. |
| Apr./Mai 2022  | Split 2               | Scandinavian XPO, Stockholm                                                         | 1.000.000 $                                                                         | 40                                                                                  | Reignite                                                                            | Team Liquid                                                                         | Team UNITE                                                                          | OpTic Gaming                                                                        |
| Jul. 2022      | Championship          | PNC Arena, Raleigh                                                                  | 2.000.000 $                                                                         | 40                                                                                  | DarkZero Esports                                                                    | FURIA Esports                                                                       | 100 Thieves                                                                         | Fnatic                                                                              |
| Feb. 2023      | Split 1               | Copper Box, London                                                                  | 1.000.000 $                                                                         | 40                                                                                  | TSM                                                                                 | NRG Esports                                                                         | Acend                                                                               | XSET                                                                                |
| Jul. 2023      | Split 2               | Copper Box, London                                                                  | 1.000.000 $                                                                         | 40                                                                                  | DarkZero Esports                                                                    | TSM                                                                                 | Oxygen Esports                                                                      | XSET                                                                                |
| Sep. 2023      | Championship          | Resorts World Arena, Birmingham                                                     | 2.000.000 $                                                                         | 40                                                                                  | TSM                                                                                 | OpTic Gaming                                                                        | BLVKHVND                                                                            | The Dojo                                                                            |
| Mai 2024       | Split 1               | Galen Center, Los Angeles                                                           | 1.000.000 $                                                                         | 40                                                                                  | REJECT WINNITY                                                                      | DarkZero Esports                                                                    | Fnatic                                                                              | Not Moist                                                                           |
| Aug./Sep. 2024 | Split 2               | SAP Arena, Mannheim                                                                 | 1.000.000 $                                                                         | 40                                                                                  | Spacestation Gaming                                                                 | Gaimin Gladiators                                                                   | Alliance                                                                            | TSM                                                                                 |
| Jan./Feb. 2025 | Championship          | Sapporo Dome, Sapporo                                                               | 2.000.000 $                                                                         | 40                                                                                  | GoNext Esports                                                                      | Alliance                                                                            | Team Falcons                                                                        | Shopify Rebellion                                                                   |
| Mai 2025       | Open                  | Morial Convention Center, New Orleans                                               | 1.000.000 $                                                                         | 160                                                                                 | Team Falcons                                                                        | Alliance                                                                            | Al Qadsiah                                                                          | 100 Thieves                                                                         |
| Jul. 2025      | EWC Midseason Playoff | Qiddiya Arena, Riad                                                                 | 2.000.000 $                                                                         | 40                                                                                  | VK Gaming                                                                           | ROC Esports                                                                         | Ninjas in Pyjamas                                                                   | Gen.G Esports                                                                       |